# 藤野観如
藤野 観如（ふじの かんにょ）は、福岡県北九州出身の占い師。

## 来歴
- 北九州市小倉出身。占いの館虹色のシャワー代表[1]

## 占いスタイル
- 風水、霊感、霊視、タロット占い・手相・九星気学・風水・方位学・西洋占星術

## メディア
- JUNON(2017年8月23、主婦と生活社)
- 開運帖(2015年1月23日、イースト・プレス)
- ビーズフレンド(2014年11月28日、富士山マガジンサービス)
- ビーズフレンド(2014年8月28、富士山マガジンサービス)